# Ivanie Blondinová
Ivanie Blondinová (* 2. dubna 1990 Ottawa, Ontario) je kanadská rychlobruslařka.
V roce 2009 se zúčastnila Mistrovství světa juniorů, kde byla nejlépe pátá v závodě na 3000 m. Ve Světovém poháru závodí od sezóny 2010/2011, tehdy debutovala i na seniorských šampionátech ve víceboji a na jednotlivých tratích. Startovala na Zimních olympijských hrách 2014 – s kanadským týmem zde skončila pátá ve stíhacím závodě družstev, v individuálních startech se umístila na 14. (závod na 5000 m) a 24. místě (závod na 3000 m). Z Mistrovství světa 2015 si přivezla stříbrnou medaili ze závodě s hromadným startem. V sezóně 2014/2015 zvítězila v celkovém hodnocení Světového poháru závodů s hromadným startem. Tuto disciplínu vyhrála na MS 2016. O rok později vybojovala na světovém šampionátu 2017 bronz na trati 5000 m. Na Zimních olympijských hrách 2018 se v závodě na 3000 m umístila na šestém místě, na trati 5000 m skončila pátá, ve stíhacím závodě družstev byla čtvrtá a v závodě s hromadným startem skončila v semifinálové jízdě. Z Mistrovství světa na jednotlivých tratích 2019 si přivezla stříbro ze závodu s hromadným startem a na MS 2020 vybojovala bronz ve stíhacím závodě družstev a zvítězila v závodě s hromadným startem. Na vícebojařském světovém šampionátu 2020 si dobruslila pro stříbrnou medaili. V sezóně 2019/2020 zvítězila ve Světovém poháru v celkovém hodnocení závodů s hromadným startem. Z MS 2021 si přivezla stříbrné medaile ze závodu s hromadným startem a ze stíhacího závodu družstev. Startovala také na Zimních olympijských hrách 2022, kde zvítězila ve stíhacím závodě družstev a vybojovala stříbrnou medaili v závodě s hromadným startem, dále byla třináctá na trati 1500 m a čtrnáctá na distanci 3000 m.